# Préchacq-les-Bains
Préchacq-les-Bains – miejscowość i gmina we Francji, w regionie Nowa Akwitania, w departamencie Landy.
Według danych na rok 1990 gminę zamieszkiwały 462 osoby, a gęstość zaludnienia wynosiła 54 osób/km² (wśród 2290 gmin Akwitanii Préchacq-les-Bains plasuje się na 740. miejscu pod względem liczby ludności, natomiast pod względem powierzchni na miejscu 1167.).